# Висока пећина
Висока пећина је пећина, која је откривена 1974. године, у клисури реке Градац, у атару села Бранговић, на територији града Ваљева.
Пећина се налази високо уздигнута над речним кањоном, у каменитом и стрмом окружењу, преко 100 метара изнад Градца. Она је до тада била сасвим непозната и спелеолошки и археолошки. Откривено је у дебелим наслагама већи број животињских костију који се могу препознати као делови скелета пећинског медведа, хијене, вука и других ситних глодара. Коначно, Високу пећину би ваљало посматрати као потенцијални археолошки локалитет који је релативно скоро откривен и као такав заинтересовао научну јавност.